# John Carter (Urgences)
Pour les articles homonymes, voir John Carter et Carter.
Le Dr. John Truman Carter III, interprété par Noah Wyle, est un personnage de fiction de la série télévisée Urgences. Généralement appelé « Carter » par les autres personnages, il fut le seul personnage principal à rester depuis le premier épisode (pilote) jusqu'à la saison 11, ainsi que dans quelques épisodes des saisons 12 et 15.
À la suite de la décision de Noah Wyle de quitter la série à la fin de la saison 11, son personnage quitte l'hôpital en partant pour l'Afrique et se marie avec Kem Likasu pendant la saison 12.

## Biographie

### Avant les urgences
John Carter est né le 4 juin 1970, dans une famille très riche : son père disposerait d'une fortune de 178 millions de dollars au moins. Carter a fait le choix de devenir médecin contre l'avis de sa famille, qui aurait préféré qu'il reprenne l'entreprise familiale. Sa famille paye cependant son éducation.

### Aux urgences
Arrivé à l'hôpital après quatre années d'études en médecine, il est au début timide et naïf, constamment en conflit avec le Dr. Benton, chirurgien, qui le place sous son autorité. Dans la saison 3, il entretient une relation avec son superviseur le Dr Abby Keaton pédiatre. Mais cette amourette bien que découverte par le Dr Benton s'arrête lorsque la pédiatre doit partir au Pakistan pour ses recherches.
À la fin de la saison 3, il décide d'arrêter son internat de chirurgie pour s'orienter vers la médecine d'urgence. Peu à peu, il prend ses marques aux urgences, renonçant à une carrière de chirurgien et accepte de travailler gratuitement, l'hôpital ne pouvant financer un poste supplémentaire aux urgences. Dans la saison 4, il tente de séduire le Dr Anna Del Amico mais en vain le retour de son petit ami de Philadelphie aura raison des prétentions de Carter. De plus, durant cette même saison, il sera confronté aux problèmes de dépendances de son cousin Chase.
Pendant la saison 5, il entretient une liaison avec une agent d'assurance, Roxanne, mais ses relations ambigües avec son externe Lucy Knight jalonnent cette saison.
Pendant la saison 6, Carter est poignardé dans le dos par un patient schizophrène, Paul Sobricki, ainsi que son amie et étudiante Lucy Knight. Carter survit malgré des blessures importantes tandis que Lucy Knight décède. Pendant sa convalescence, Carter développe une dépendance aux médicaments. Après que Abby Lockhart l'a surpris en train de se droguer, il est obligé de suivre une cure dans un centre de désintoxication spécialisé à Atlanta, sous menace de licenciement. Le docteur Benton, son mentor, est le seul qui parvienne à le convaincre de s'y rendre.
Il revient donc au début de la saison 7 à son poste après avoir passé quelques semaines en désintoxication. Il commence à suivre des séances aux dépendants anonymes et Abby Lockhart devient sa marraine. Au cours de cette saison, les deux collègues développent une amitié mais malgré les volontés de Carter, cela ne va pas plus loin, Abby ayant commencé une relation avec le Dr Kovac.
C'est pendant la saison 9 que Carter et Abby commencent une liaison amoureuse après avoir vécu trois semaines en quarantaine aux urgences. Cependant, quand le frère d'Abby qui souffre de trouble bipolaire se rapproche d'elle, le couple en pâtit. A l'enterrement de la grand-mère de Carter, le frère se comporte mal, Carter en veut beaucoup à Abby et il s'éloigne d'elle. Carter part un mois plus tard au Congo rejoindre Luka Kovač pour Médecins sans frontières, sans l'accord d'Abby. Il revient au bout de deux semaines et repart lorsque le docteur Kovač est annoncé mort, au début de la saison 10. Il retrouve finalement Kovač en vie et lui confie une lettre pour Abby dans laquelle il met fin à leur relation.

### En Afrique
Carter reste alors en Afrique, où il travaille dans une clinique pour patients atteints du SIDA, gérée par Kem Likasu. Kem tombe enceinte mais accouche d'un enfant mort-né à la fin de son septième mois de grossesse. Le couple, rentré à Chicago, se sépare lorsque Kem décide de rentrer en Afrique.
Pendant la saison 11, Carter crée une clinique spécialisée dans le VIH en lien avec l'hôpital, entièrement financée par la fondation Carter. Il la nomme d'après le prénom de son enfant (Centre Joshua Carter). Carter retrouve Kem à Paris, et lui propose de retourner en Afrique pour un second essai. Elle accepte et Carter quitte définitivement Chicago.
Au cours de la saison 12, on apprend que Carter s'est marié avec Kem et il travaille dans un camp de réfugiés au Darfour où le docteur Pratt va venir l'aider.

### Retour à Chicago
Au cours de la saison 15, en 2009, John Carter retourne à Chicago et apparaît dans le 16e épisode ("The Beginning of the End"). À la fin de cet épisode, Carter est montré en train de faire une dialyse. Il est donc en insuffisance rénale et son retour à Chicago est dû à ce grave problème de santé. Dans l'épisode suivant, Carter explique que son rein gauche a cessé de fonctionner après qu'il a été poignardé par un patient (Paul Sobriki, au cours de la saison 6, qui a également poignardé et tué l'étudiante en médecine Lucy Knight), et que son rein droit a été détruit en Afrique à cause d'une amylose développée à la suite de bilharziose. Il explique être rentré aux États-Unis pour être sur la liste d'attente pour une greffe de rein. Au cours de l'épisode "What We Do", son état de santé se détériore rapidement et il est hospitalisé.
Dans l'épisode « Old Times » (19e épisode de la saison 15), Carter est toujours hospitalisé et apprend que l'organisme chargé du don d'organes a trouvé pour lui un rein compatible. Alors qu'il attend l'arrivée de ce rein et la greffe, il reçoit la visite de son ancien collègue et ami le Dr Benton. L'épisode est également marqué par l'apparition du Dr Doug Ross (interprété par George Clooney) et de Carol Hathaway, qui travaillent dans un hôpital de Seattle, d'où le rein compatible pour Carter provient.
Dans le dernier épisode de la série, Carter est totalement rétabli et préside l'inauguration du « Joshua Carter Center », un centre hospitalier réservé aux personnes démunies, et qu'il a entièrement financé et baptisé en l'honneur de son fils mort. Son épouse Kem est présente à la cérémonie d'ouverture du centre mais le couple semble en grandes difficultés. Carter était revenu à Chicago sans elle et ne l'avait pas informée de son état de santé.
L'avenir de John Carter alors que la série s'achève est laissé indéterminé : on ne sait pas s'il veut retourner travailler au Cook County Hospital, ou s'il veut tenter de se rapprocher de sa femme...

## Source
- (en) Cet article est partiellement ou en totalité issu de l’article de Wikipédia en anglais intitulé « John Carter (ER) » (voir la liste des auteurs).